# Saltsjö-Duvnäs station
Saltsjö-Duvnäs station är en järnvägsstation på Saltsjöbanan i Saltsjö-Duvnäs, Nacka kommun. Stationen öppnades den 8 juli 1893.

## Historik
Stationen invigdes den 8 juli 1893. Från början var namnet Dufnäs, men 1895 ändrade man till det nuvarande efter påtryckningar från Kungliga järnvägsstyrelsen. Stationshuset finns kvar, i stort sett i originalskick. Här fanns från början expeditionslokaler samt sju rum och tre kök för järnvägens personal.
Avståndet till ändstationen Slussen i centrala Stockholm är 7,9 kilometer.

## Referenser

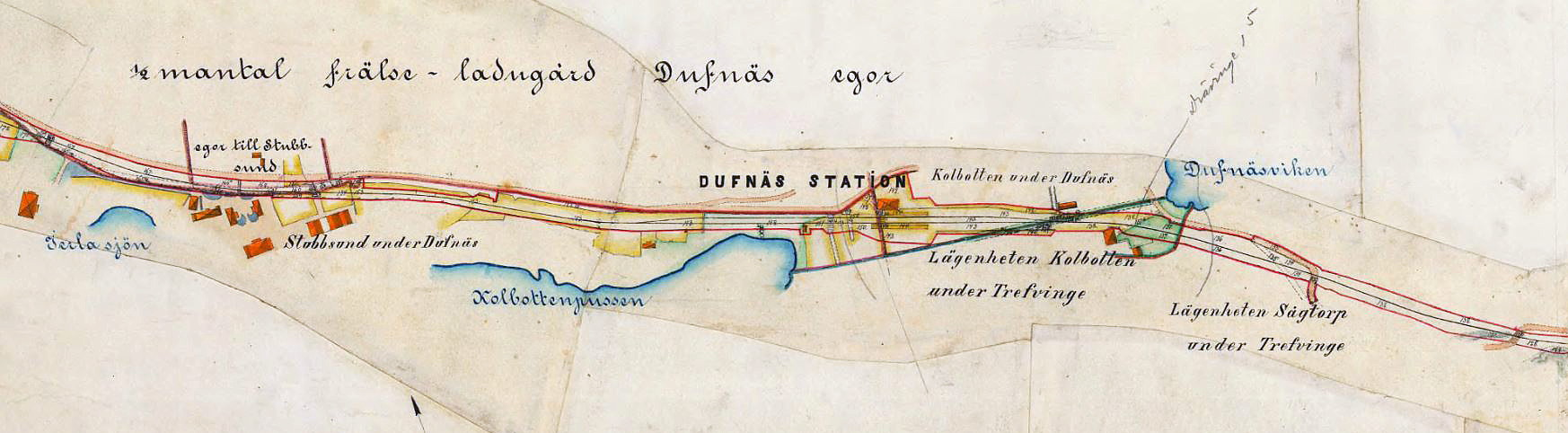
Spårritning för "Dufnäs station", 1890-tal.

## Galleri

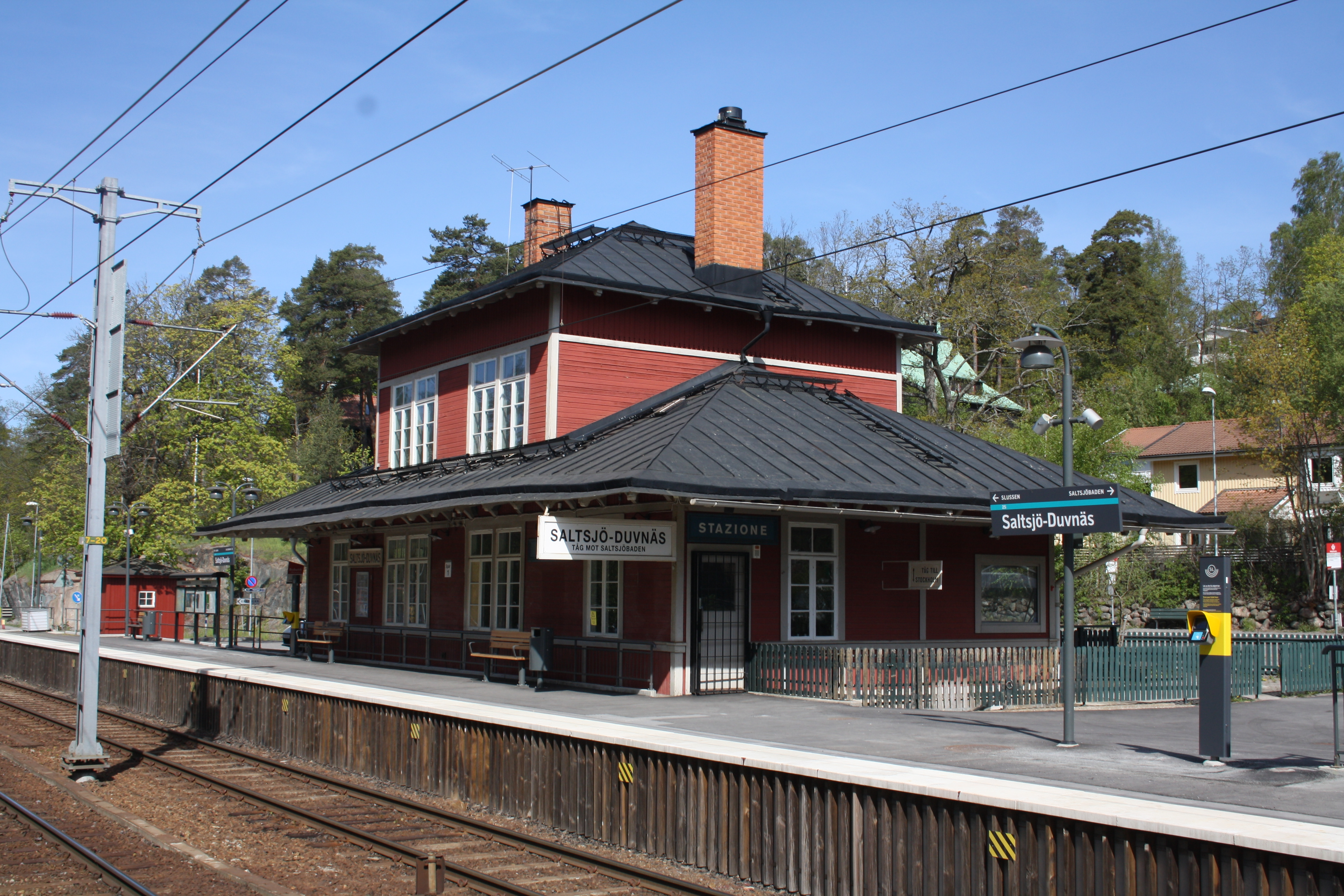
Stationen
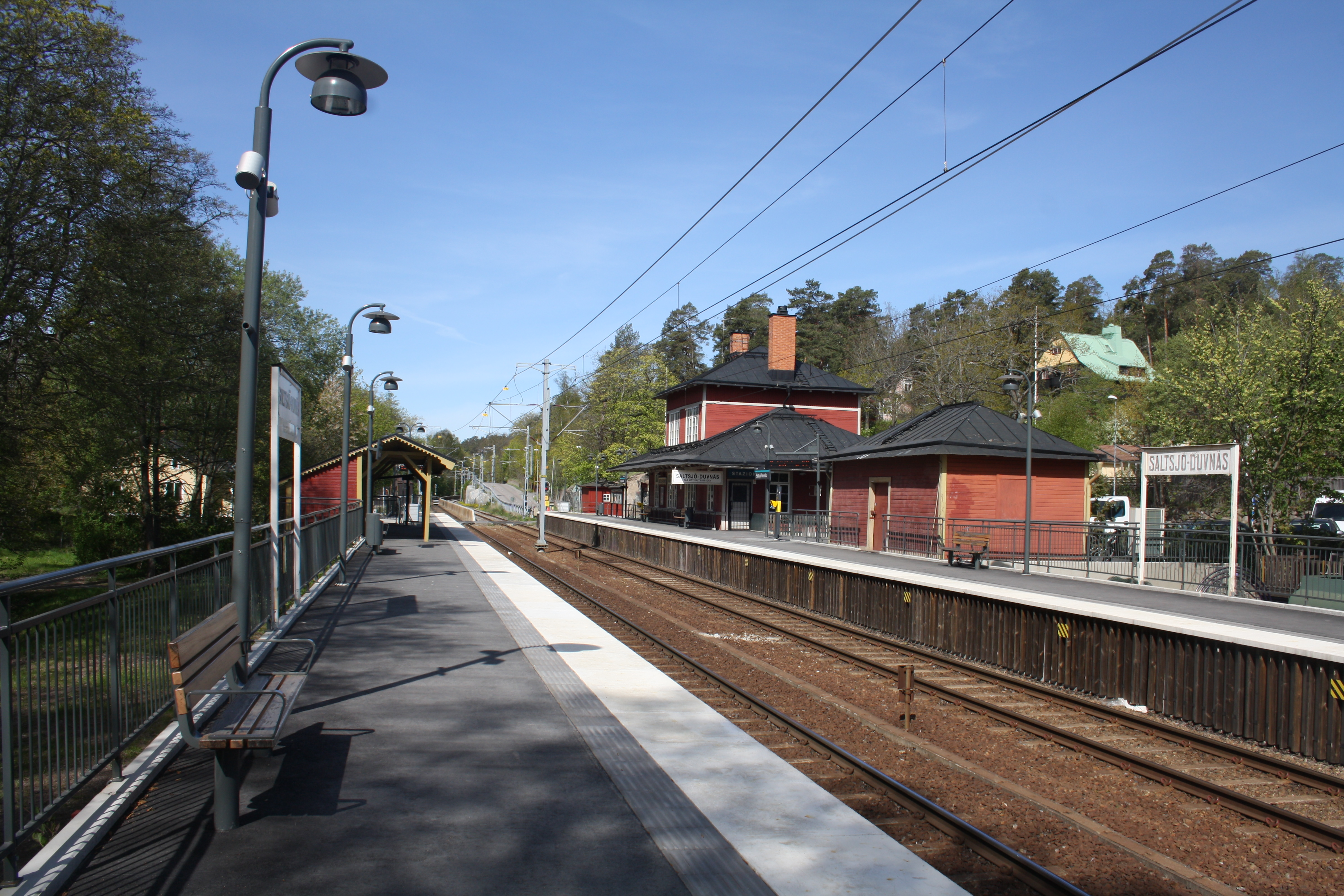
Perrongen
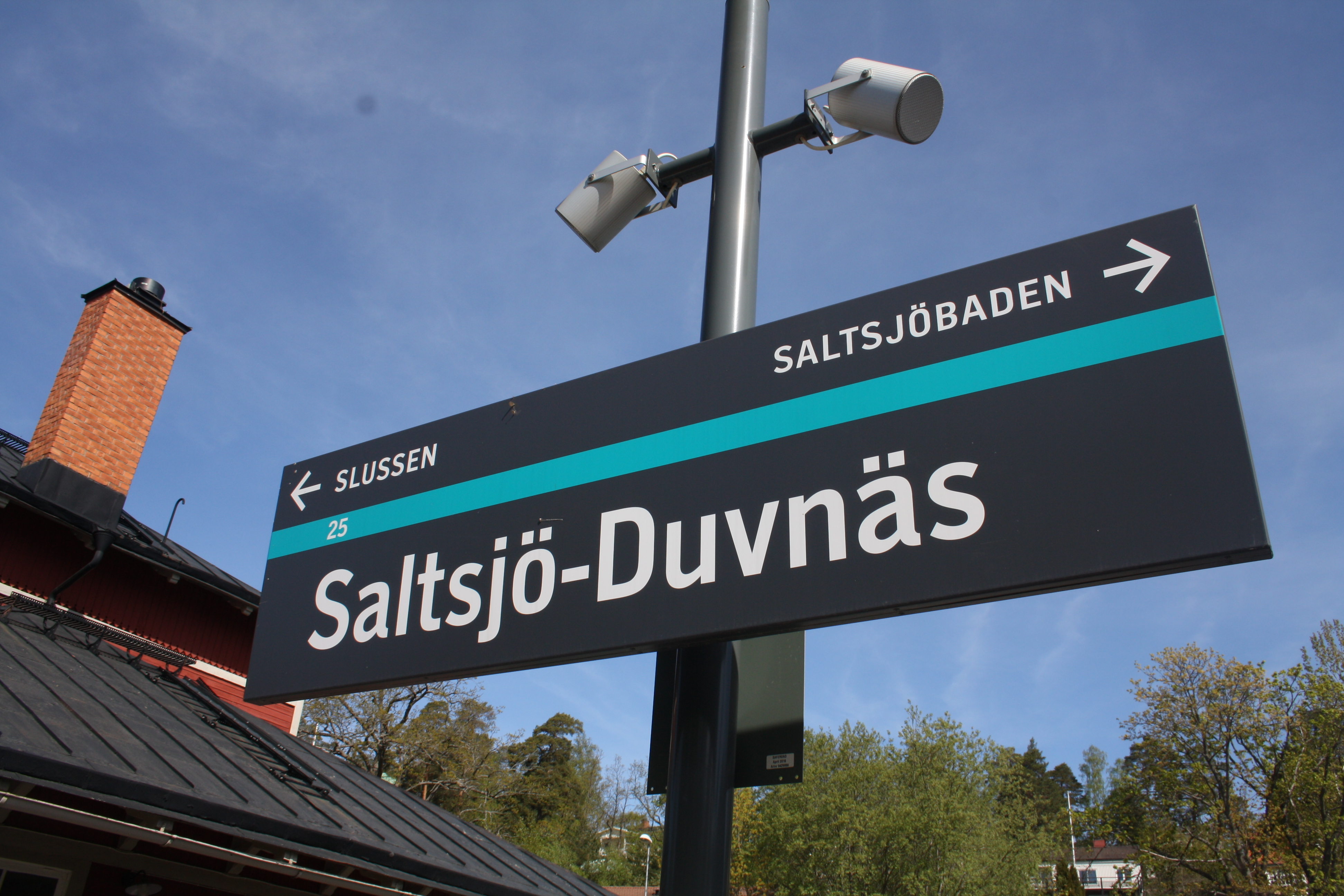
Stationsskylt
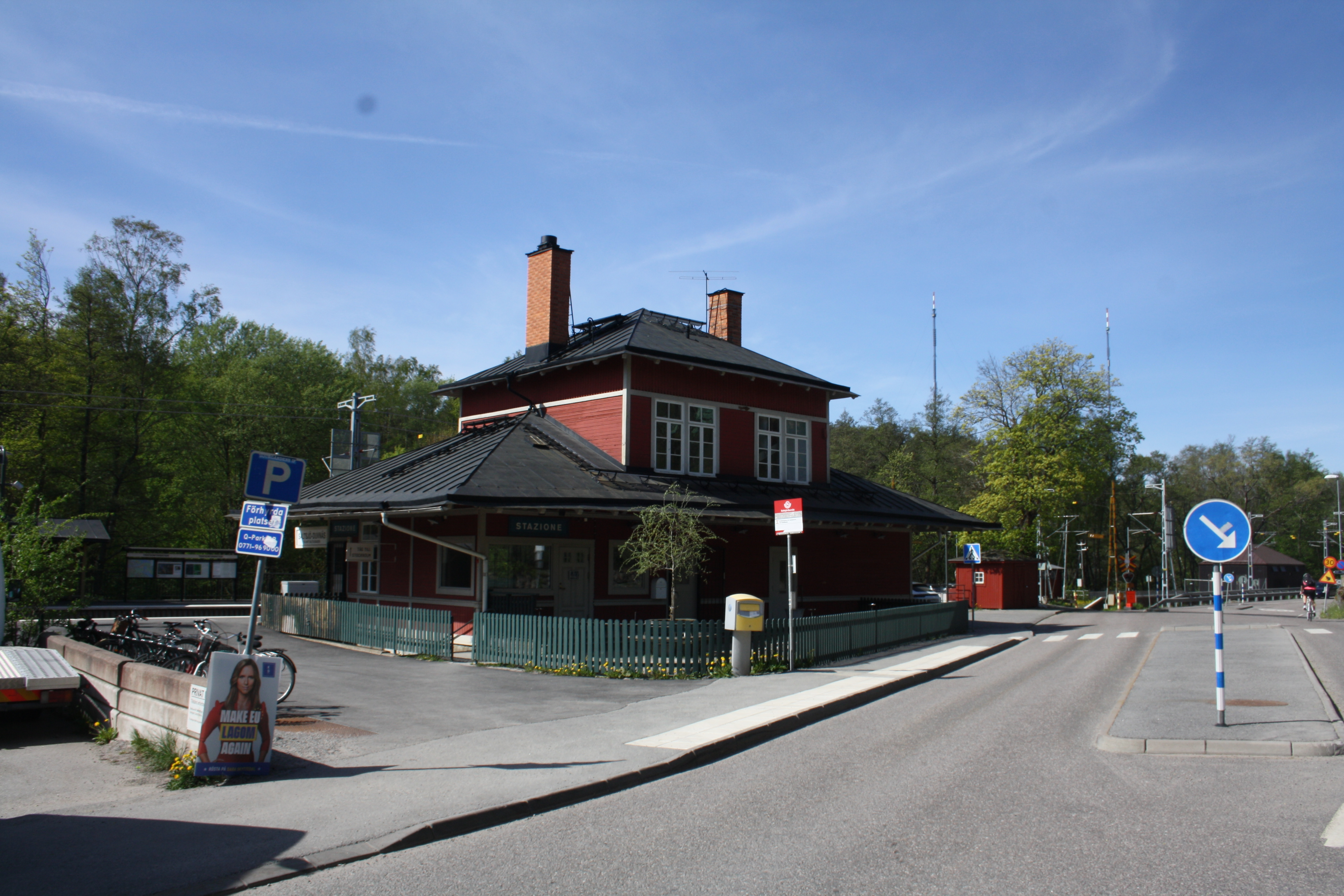
Stationshuset